# 湯浅倉平
湯浅 倉平（ゆあさ くらへい、旧字体：湯淺 倉平󠄁、1874年〈明治7年〉2月1日 - 1940年〈昭和15年〉12月24日）は、日本の内務官僚・政治家。位階・勲等・爵位は正二位勲一等男爵。初名は石川倉之丞。

## 生涯
山口県豊浦郡宇賀村（現在の山口県下関市）に医師の子として生まれる。のち実父が福島県士族湯浅家の養子となったため、倉之丞も同家の戸籍に入って「湯浅倉平」と改称した。豊浦中学、旧制山口高等学校を経て、1898年に東京帝国大学法科大学政治学科卒業。成績は、40数人中８番であった。同期に、下村宏や山川端夫などがいる。同年、内務省に入省。
岡山県知事・静岡県知事を経て、1915年に帝大時代の恩師でもある一木喜徳郎内相の推挙によって内務省警保局長に就任した。
1916年10月5日、貴族院議員（勅選・同成会所属）に任じられて、原敬内閣の郡制廃止に反対論を唱えた。
1923年関東大震災が発生すると、後藤新平内相の招請により警視総監に任じられた。震災後の混乱を鎮めるが同年12月の虎ノ門事件の責任を負って懲戒免官となる。しかし翌年には懲戒免官を解かれ内務次官として復職し、普通選挙法の制定に尽力した。
斎藤実朝鮮総督の下で1925年朝鮮総督府政務総監に就任。1929年会計検査院長。1932年の斎藤実内閣成立時には一時は内相候補に擬せられた。
その後、1933年に宮内大臣に就任し、1936年に発生した二・二六事件では、岡田啓介総理安否不明、斎藤実内大臣死亡、鈴木貫太郎侍従長重体という未曽有の危機的状況の中、反乱将校たちの掲げる「昭和維新」に反対する立場から、昭和天皇を補佐。反乱将校に同情的な本庄繁侍従武官長とは異なる対応を見せた。事件直後の3月6日、殺害された斎藤の後任として、内大臣に就任する。生前に爵位を持たず、また閣僚経験もない湯浅の内大臣就任は、軍部や政党と一定の距離を置く穏健派で謹厳実直な人柄が評価されたためだった。
内大臣時代は、老齢の元老西園寺公望を助けて宮中良識派の一員として陸軍の専横に対抗した。ただ1937年には、宇垣一成が組閣の大命を受けながら陸軍が軍部大臣現役武官制を楯に陸軍大臣を出さずに大命拝辞に至った際に、宇垣自ら「陸軍に陸相を出すように命じる詔勅を出してもらいたい」と申し出たのを「そういう無理をなさると血を見るような不祥事が起こるかも知れぬ」と断わり、自らが大命を主導した宇垣の組閣を流産させ、林銑十郎内閣の成立となり、軍部独裁への転換点となった。その直後に内閣奏薦手続が改訂され、内大臣が後継首班奏薦の第一責任者となり、近衛文麿の第1次近衛内閣、平沼騏一郎首相の平沼内閣、阿部信行首相の阿部内閣の生みの親となる。
1940年に同じく親米英的な姿勢をとっていた米内光政前海軍大臣の首相就任を主導したが、その後病気により辞任。その直後に米内内閣は陸軍が畑俊六陸相を単独辞職させて後任陸相の推薦を拒否したことから総辞職し、代わった第2次近衛内閣で日独伊三国同盟が成立して日本は反米英路線へ大きく舵を切ることになった。
湯浅は退任後半年、西園寺の死のちょうど1ヶ月後の1940年12月24日に牛込区の自宅において死去した。肺気腫を患っていたという。墓所は郡山市善導寺。
その死の直前、12月24日付けで男爵の爵位を授爵したが、後継者が女戸主（倉平の妻）のため爵位を返上した。

## 栄典
位階
- 1916年（大正5年）2月29日 - 従四位[6]
- 1925年（大正14年）10月1日 - 正四位[7]
- 1933年（昭和8年）3月1日 - 正三位[8]
- 1940年（昭和15年）6月1日 - 正二位[9]

爵位
- 1940年（昭和15年）12月24日 - 男爵[10]

勲章等
| 受章年                     | 略綬 | 勲章名                   | 備考 |
| -------------------------- | ---- | ------------------------ | ---- |
| 1916年（大正5年）1月19日   |      | 勲二等瑞宝章             |      |
| 1916年（大正5年）4月1日    |      | 旭日重光章               |      |
| 1926年（大正15年）7月12日  |      | 金杯一組                 |      |
| 1926年（大正15年）11月29日 |      | 勲一等瑞宝章             |      |
| 1930年（昭和5年）12月5日   |      | 帝都復興記念章           |      |
| 1934年（昭和9年）3月9日    |      | 旭日大綬章               |      |
| 1940年（昭和15年）6月7日   |      | 旭日桐花大綬章           |      |
| 1940年（昭和15年）8月15日  |      | 紀元二千六百年祝典記念章 |      |

外国勲章佩用允許
| 受章年                    | 国籍     | 略綬 | 勲章名                 | 備考 |
| ------------------------- | -------- | ---- | ---------------------- | ---- |
| 1935年（昭和10年）9月21日 | 満洲帝国 |      | 満洲帝国皇帝訪日記念章 |      |

## 著書
- 矢沢清直、河合廉一『改正 市町村制義解』湯浅倉平校閲、法令研究会、1911年6月24日。 NCID BN10596649。全国書誌番号:40023951 NDLJP:789609。

## 親族
- 諏訪務 - 長女の夫[19]。外交官、朝鮮総督府官僚。
- 湯浅大太郎 - 甥[20]。寿泉堂病院長[20]。郡山市図書館の創設に尽力[21]。

## ギャラリー

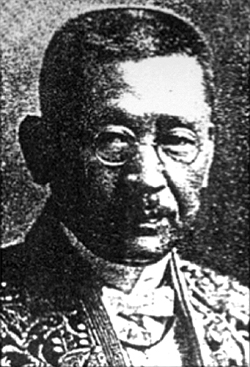
朝鮮総督府政務総監時代
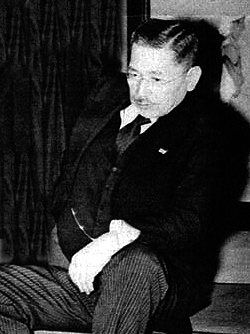
湯浅倉平（昭和12年5月31日）